# Pozos de Garrigós
Los pozos de Garrigós, situados en el casco antiguo de Alicante (España), constituyen un conjunto histórico de aljibes que datan de épocas diversas, siendo parte integral del Museo de Aguas de Alicante. Este sistema de aljibes, excavado en la roca y con una capacidad total de 841.000 litros, es un testimonio de las ingeniosas soluciones que la ciudad implementó a lo largo de los siglos para hacer frente a la escasez de agua.

## Origen e historia
El origen de los pozos de Garrigós es incierto, aunque se cree que uno de ellos podría datar de la época de la dominación musulmana, mientras que los otros parecen haber sido construidos en el siglo XVI. Sin embargo, la forma actual de los pozos se debe a una intervención en el siglo XIX, específicamente entre 1862 y 1863, promovida por Antonio Garrigós. Esta obra se realizó en respuesta a las prolongadas sequías que afectaban a Alicante y como una medida para controlar las frecuentes inundaciones que asolaban la ciudad debido a las lluvias torrenciales.
Los pozos de Garrigós fueron diseñados para captar y almacenar el agua de lluvia que descendía por la ladera del monte Benacantil. Su construcción involucró la excavación en la roca viva y la creación de bóvedas de ladrillo que protegían el agua almacenada. Los tres depósitos principales tienen capacidades de 141.000, 275.000, y 425.000 dm³, respectivamente. Estos aljibes no solo servían para el abastecimiento de agua potable, sino también como depósitos de emergencia para contener las avenidas de agua que bajaban con violencia durante las tormentas.
El área de captación de estos pozos abarcaba unos 54.000 m² entre la alcazaba y las murallas de la ciudad, lo que permitía una recolección eficiente de las aguas pluviales. La distribución del agua se realizaba a través de canales y bombas que llevaban el agua a diferentes partes de la ciudad, desde donde se vendía en cántaros a la población.

## Declive y reutilización

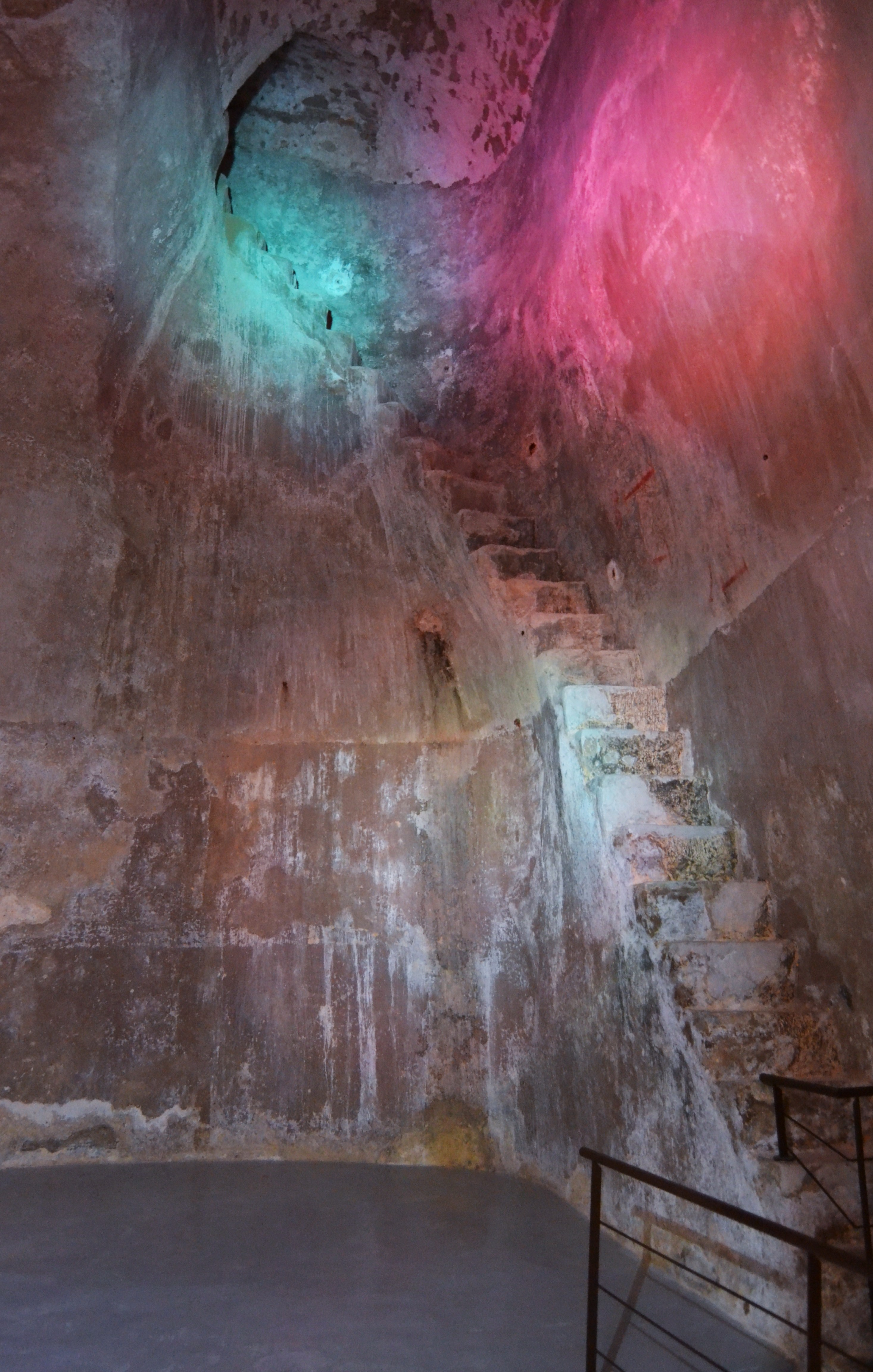
Escalera del depósito grande.

Con la llegada del agua desde Sax en 1898, los pozos de Garrigós perdieron su función principal y quedaron obsoletos. No obstante, durante la guerra civil española, los pozos encontraron un nuevo uso como refugios antiaéreos y, en algunos casos, incluso como viviendas temporales.
En el siglo XX, los pozos fueron objeto de varias restauraciones. La primera gran intervención fue liderada por el arquitecto Miguel López en 1987, quien se encargó de su reconstrucción. Posteriormente, en 1995, se realizaron más adaptaciones bajo la dirección del arquitecto J. Martín, con el objetivo de convertir los pozos en parte del recién creado Museo de Aguas de Alicante.
Hoy en día, los pozos de Garrigós son una de las atracciones culturales más singulares de Alicante, situados en la plaza del Puente, junto al parque de la Ereta. Forman parte del Museo de Aguas de Alicante, un espacio cultural y didáctico inaugurado en 2009 para conmemorar el 110.º aniversario de la fundación de Aguas de Alicante. El museo ofrece a los visitantes una visión integral de la historia del agua en la ciudad, desde sus métodos tradicionales de obtención hasta los modernos proyectos de sostenibilidad.
A pesar de los esfuerzos de restauración, el estado interior de los pozos aún podría beneficiarse de mejoras adicionales, especialmente en cuanto a la conservación de las estructuras y la gestión de la humedad que afecta a las paredes internas.
El acceso a los pozos de Garrigós y al Museo de Aguas de Alicante es gratuito.